# Tomasz Weselak
Tomasz Weselak – polski fizyk, dr hab. nauk fizycznych, profesor uczelni Instytutu Fizyki Uniwersytetu Kazimierza Wielkiego.

## Życiorys
W 1997 ukończył studia astronomiczne na Uniwersytecie Mikołaja Kopernika w Toruniu, 12 czerwca 2002 obronił pracę doktorską Poszukiwania widm nośników rozmytych linii międzygwiazdowych, 16 września 2015 habilitował się na podstawie pracy zatytułowanej Cząsteczki dwuatomowe w ośrodku międzygwiazdowym. Pracował na Wydziale Fizyki, Astronomii i Informatyki Stosowanej Uniwersytetu Mikołaja Kopernika w Toruniu.
Został zatrudniony na stanowisku adiunkta w Instytucie Informatyki Stosowanej na Wydziale Technologicznym Wyższej Szkole Gospodarki w Bydgoszczy i w Instytucie Fizyki na Wydziale Matematyki, Fizyki i Techniki Uniwersytetu Kazimierza Wielkiego.
Jest profesorem uczelni w Instytucie Fizyki Uniwersytetu Kazimierza Wielkiego.